# Jak kaczorek grajek został piłkarzem
Jak kaczorek grajek został piłkarzem / Jak muzykalne kaczątko zostało piłkarzem (ros. Как утёнок-музыкант стал футболистом) – radziecki krótkometrażowy film animowany z 1978 roku w reżyserii Witolda Bordziłowskiego. Scenariusz napisał Anatolij Taraskin.

## Obsada (głosy)
- Kłara Rumianowa
- Gieorgij Wicyn

## Animatorzy
Rienata Mirenkowa, Iosif Kurojan, Siergiej Diożkin, Władimir Zarubin, Oleg Safronow, Aleksandr Panow